# بخش خنرال رودریگز
بخش خنرال رودریگز (به اسپانیایی: Partido de General Rodríguez) یک منطقهٔ مسکونی در آرژانتین است که در استان بوئنوس آیرس واقع شده‌است. بخش خنرال رودریگز ۳۶۰ کیلومتر مربع مساحت و ۸۷٬۴۹۱ نفر جمعیت دارد.